# Cnemophilus
Cnemophilus De Vis, 1890 è un genere di uccelli uccelli passeriformi della famiglia Cnemophilidae.

## Etimologia
Il nome scientifico del genere, Cnemophilus, deriva dall'unione delle parole greche κνημος (knēmos, "pendio") e φιλος (philos, "amico-amante"), col significato di "amante dei pendii", in riferimento agli ambienti montani prediletti dalle varie specie.

## Descrizione
Al genere vengono ascritte due specie di piccoli uccelli (22–24 cm) dall'aspetto paffuto e robusto, con piccoli becchi conici, ali arrotondate, coda corta e squadrata e piccole zampe. La colorazione è blu scuro nella paradisea di Loria, mentre la paradisea crestata è nera ventralmente e gialla o rosso-arancio dorsalmente a seconda della sottospecie, con presenza di una caratteristica lunga penna erettile sulla fronte: in ambedue le specie la femmina possiede colorazione più sobria.

## Distribuzione e habitat
Le due specie di Cnemophilus sono endemiche della Nuova Guinea, della quale abitano le aree di foresta pluviale montana e foresta nebulosa dell'asse montuoso centrale: le due specie si trovano a vivere in simpatria nell'area del monte Hagen, tuttavia non sono stati registrati casi di ibridazione.

## Biologia
Si tratta di uccelli perlopiù diurni e solitari, molto timidi, dalla dieta essenzialmente frugivora. I maschi sono poligini e non si occupano della cura della prole, che è completamente a carico delle femmine, che costruiscono un nido sferico e vi depongono un singolo uovo.

## Tassonomia
Se ne conoscono due specie:
- Cnemophilus loriae (Salvadori, 1894) - paradisea di Loria;
- Cnemophilus macgregorii De Vis, 1890 - paradisea crestata